# Koncert na flet, harfę i orkiestrę (KV 299)
Koncert na flet, harfę i orkiestrę C-dur (KV 299) – koncert podwójny na flet, harfę i orkiestrę, skomponowany przez Wolfganga Amadeusa Mozarta w 1778 w  Paryżu. Ukończony 23 marca 1778.

## CzęściKoncertu
1. Allegro
2. Andantino
3. Rondo: Allegro

### Allegro
Allegro sonatowe, rozpoczynane przez orkiestrę i solistów. Soliści rozwijają tematy. Rozpisane w 265 taktach, wykonanie trwa około 10 minut.

### Andantino
Spokojna, powolna część. Soliści i orkiestra podejmują liryczny temat. Część rozpisana w 118 taktach, wykonanie trwa około 8 minut.

### Rondo: Allegro
Rondo w formie:  A–B–C–D–C–B–kadencja–A (Coda). Rozpisane w 392 taktach, wykonanie trwa około 9,5 minuty.

## Media
- W przypadku problemów z odtwarzaniem zobacz instrukcję obsługi